# Northville (Michigan)
Northville – miasto w Stanach Zjednoczonych, w stanie Michigan, w hrabstwie Oakland.